# Junior Eurovision Song Contest 2025
Der 23. Junior Eurovision Song Contest soll am 13. Dezember 2025 in Tiflis in Georgien stattfinden.

## Austragung
Kurz nach dem Sieg Georgiens beim Junior Eurovision Song Contest 2024 in Madrid kündigte der Öffentliche Rundfunk Georgiens (GPB) an, den Wettbewerb 2025 ausrichten zu wollen. Georgien richtete bereits den Wettbewerb im Jahr 2017 aus.
Am 10. April 2025 gab das georgische Kulturministerium bekannt, dass der Wettbewerb am 13. Dezember in Tiflis stattfinden soll. Am 13. Mai 2025 wurde dies von der EBU bestätigt. Austragungsort wird wie 2017 der Olympia-Palast Tiflis sein.

## Teilnehmer

Länder, die ihren Interpreten bereits bestimmt haben
Länder, die 2025 teilnehmen.
Länder, die in der Vergangenheit teilgenommen haben, aber nicht 2025.

Bis zum 16. August 2025 haben 18 Länder ihre Teilnahme bestätigt. Estland zieht sich nach zwei Jahren erstmals vom Wettbewerb zurück. Deutschland zieht sich zum zweiten Mal in drei Jahren vom Wettbewerb zurück. Hingegen wird Kroatien zum ersten Mal seit 2014 wieder am Wettbewerb teilnehmen, Montenegro zum ersten Mal seit 2015. Aserbaidschan nimmt nach 4 Jahren Pause wieder teil.

### Nationale Vorentscheidungen
| Land           | Sender             | Vorentscheidung                                  |
| -------------- | ------------------ | ------------------------------------------------ |
| Albanien       | RTSH               | Festivali Mbarëkombëtar i Këngës për Fëmijë 2025 |
| Armenien       | ARMTV              |                                                  |
| Aserbaidschan  | İTV                |                                                  |
| Frankreich     | France Télévisions |                                                  |
| Georgien       | GPB                |                                                  |
| Irland         | TG4                |                                                  |
| Italien        | Rai                | interne Auswahl                                  |
| Kroatien       | HRT                | The Voice Kids Hrvatska (Interpret)              |
| Kroatien       | HRT                | interne Auswahl (Lied)                           |
| Malta          | PBS                | The Voice Kids Malta                             |
| Montenegro     | RTCG               |                                                  |
| Nordmazedonien | MRT                | interne Auswahl                                  |
| Niederlande    | AVROTROS           | Junior Songfestival 2025                         |
| Polen          | TVP                | The Voice Kids (Interpret)                       |
| Polen          | TVP                | interne Auswahl (Lied)                           |
| Portugal       | RTP                | The Voice Kids (Interpret)                       |
| Portugal       | RTP                | interne Auswahl (Lied)                           |
| San Marino     | SMRTV              |                                                  |
| Spanien        | RTVE               | interne Auswahl                                  |
| Ukraine        | UA:Suspilne        |                                                  |
| Zypern         | CyBC               | interne Auswahl                                  |

## Finale
| Land           | Interpret              | Lied Musik (M) und Text (T)   | Sprache                | Übersetzung (inoffiziell) | Punkte | Punkte    | Punkte |
| Land           | Interpret              | Lied Musik (M) und Text (T)   | Sprache                | Übersetzung (inoffiziell) | Jury   | Zuschauer | Gesamt |
| -------------- | ---------------------- | ----------------------------- | ---------------------- | ------------------------- | ------ | --------- | ------ |
| Albanien       | Kroni Pula             | Fruta Perime M/T: Adrian Hila | Albanisch              | Obst Gemüse               |        |           |        |
| Armenien       |                        |                               |                        |                           |        |           |        |
| Aserbaidschan  |                        |                               |                        |                           |        |           |        |
| Frankreich     |                        |                               |                        |                           |        |           |        |
| Georgien       |                        |                               |                        |                           |        |           |        |
| Irland         |                        |                               |                        |                           |        |           |        |
| Italien        | TBA September 2025     | TBA September 2025            | TBA September 2025     | TBA September 2025        |        |           |        |
| Kroatien       | Marino Vrgoč           |                               |                        |                           |        |           |        |
| Malta          |                        |                               |                        |                           |        |           |        |
| Montenegro     |                        |                               |                        |                           |        |           |        |
| Nordmazedonien | Nela Mančeska          |                               |                        |                           |        |           |        |
| Niederlande    | TBD 20. September 2025 | TBD 20. September 2025        | TBD 20. September 2025 | TBD 20. September 2025    |        |           |        |
| Polen          | Marianna Kłos          |                               |                        |                           |        |           |        |
| Portugal       | Inês Gonçalves         |                               |                        |                           |        |           |        |
| San Marino     |                        |                               |                        |                           |        |           |        |
| Spanien        | Gonzalo Pinillos       |                               |                        |                           |        |           |        |
| Ukraine        | TBD Oktober 2025       | TBD Oktober 2025              | TBD Oktober 2025       | TBD Oktober 2025          |        |           |        |
| Zypern         |                        |                               |                        |                           |        |           |        |

## Mögliche Teilnehmer
Um am Wettbewerb teilnehmen zu können, muss eine teilnehmende Rundfunkanstalt entweder Vollmitglied in der EBU sein oder als assoziiertes Mitglied eingeladen werden, wie etwa im Fall von Australien und Kasachstan. Da das Vereinigte Königreich nicht teilnimmt, könnten die Landesteile Wales und Schottland theoretisch teilnehmen.

### EBU-Mitglieder
- Belgien: Die Verantwortliche für das Kinderprogramm des flämischen Senders Vlaamse Radio- en Televisieomroeporganisatie (VRT) gab am 22. Mai 2024 bekannt, dass man eine Teilnahme 2025 in Erwägung ziehe.  Am 3. Januar 2025 teilte VRT mit, dass man zwar ein grundsätzliches Interesse an einer Teilnahme hat, aber aufgrund fehlenden Budgets nicht zum JESC 2025 zurückkehren werde.[24] Der französische Sender Radio-télévision belge de la Communauté française (RTBF) hat sich bisher nicht zu einer möglichen Teilnahme geäußert.[25] Belgien nahm zuletzt 2012 teil.
- Island: Der isländische Sender Ríkisútvarpið (RÚV) gab am 2. Januar 2025 bekannt, dass man über ein Debüt beim JESC diskutiere.[26][27]
- Rumänien: Der rumänische Sender Televiziunea Română (TVR) gab am 17. Juli 2025 bekannt das man noch keine Entscheidung über eine eventuelle Teilnahme gefällt habe.[28] Rumänien nahm zuletzt 2009 am JESC teil.

### Weitere Länder
| Ehemalige Teilnehmer | Teilnahmeberechtigte Länder                                          | Teilnahmeberechtigte Länder                        | Andere EBU-Mitglieder                                                |
| -------------------- | -------------------------------------------------------------------- | -------------------------------------------------- | -------------------------------------------------------------------- |
| - Bulgarien - Moldau | - Andorra - Bosnien und Herzegowina - Finnland - Luxemburg - Marokko | - Monaco - Schottland - Slowakei - Türkei - Ungarn | - Ägypten - Algerien - Jordanien - Libanon - Tunesien - Vatikanstadt |

## Absagen

### Absage und daher keine Rückkehr zum JESC
| Land                   | Grund und Bemerkungen | letzte Teilnahme |
| ---------------------- | --- | ---------------- |
| Australien             | Am 20. März 2025 wurde bekannt, dass sowohl Special Broadcasting Service (SBS) als auch die Australian Broadcasting Corporation (ABC) auf einen Teilnahme am JESC verzichteten. | 2019             |
| Dänemark               | Die Leiterin des Kinderprogramms bei DR, Marlene Boel, gab am 11. Dezember 2024 bekannt, dass man 2025 nicht zum JESC zurückkehren werde. Man bewerte zwar die Veränderungen, welche die EBU in den letzten Jahren vorgenommen habe, als positiv, jedoch wolle man den Fokus auf nationale Produktionen legen. | 2005             |
| Deutschland            | Am 7. März 2025 gaben der KiKA als auch der Norddeutsche Rundfunk (NDR) bekannt, dass Deutschland 2025 nicht am JESC teilnehmen werde. Genauere Gründe hierfür wurden nicht genannt. Der KiKa wird jedoch den Wettbewerb übertragen. | 2024             |
| Estland                | Der estnische Rundfunk Eesti Rahvusringhääling (ERR) gab am 11. Dezember 2024 bekannt, dass man aufgrund von Budgetkürzungen nicht am JESC 2025 teilnehmen werde. Am 17. April 2025 gab man jedoch bekannt, in Zukunft alle zwei Jahre am JESC teilzunehmen, da der Vorentscheid Tähtede lava ebenfalls in diesem Rhythmus stattfindet. | 2024             |
| Griechenland           | Am 8. Juni 2025 gab Elliniki Radiofonia Tileorasi (ERT) bekannt, dass Griechenland auch 2025 nicht am Junior Eurovision Song Contest teilnehmen werde. Genauere Gründe für diese Entscheidung wurden nicht genannt. | 2008             |
| Israel                 | Die Israeli Public Broadcasting Corporation (IPBC) gab am 26. Dezember 2024 bekannt, dass man 2025 nicht am JESC teilnehmen werde. Als Grund nannte man die hohen Kosten und, dass man den Fokus auf lokale Produktionen setzen will. | 2018             |
| Kasachstan             | Am 12. Juni 2025 wurde bekannt, dass Kasachstan nicht am JESC 2025 teilnehmen werde. Als Grund wurden die hohen Kosten einer Teilnahme genannt. Allerdings schloss der Sender Khabar eine Rückkehr in Zukunft nicht aus. | 2022             |
| Lettland               | Der lettische Rundfunk Latvijas Televīzija (LTV) gab am 7. Januar 2025 bekannt, dass man 2025 nicht zum JESC zurückkehren werde. Genauere Gründe wurden nicht genannt. Eine Rückkehr in Zukunft schloss der Sender jedoch nicht völlig aus. | 2011             |
| Litauen                | Am 23. November 2023 gab der litauische Sender Lietuvos nacionalinis radijas ir televizija (LRT) bekannt, dass man 2025 am Wettbewerb teilnehmen werde, sofern die Übertragung des Wettbewerbs in den Jahren 2023 und 2024 entsprechenden Anklang beim Publikum finde. Kurz nach dem Finale des JESC 2024 gab LRT bekannt, dass noch keine Entscheidung bzgl. einer Teilnahme 2025 gefallen sei. Im April 2025 wurde bekannt, dass LRT im Rahmen der Programmplanung für das Kinderprogramm 2025 auch eine Teilnahme am JESC zur Frage stellt. Schlussendlich sagte LRT auch für 2025 ab, gab jedoch an, dass man das nationale Interesse am Wettbewerb weiter beobachten werde. | 2011             |
| Norwegen               | Am 7. Januar 2024 wurde bekannt, dass der norwegische Sender Norsk rikskringkasting (NRK) eine Rückkehr zum JESC plane, jedoch nur, wenn ein entsprechender nationaler Vorentscheid ausgearbeitet und stattfinden würde. Am 25. Juni 2025 sagte NRK eine Teilnahme 2025 ohne nähere Angabe von Gründen ab. Eine Rückkehr in Zukunft wird von NRK jedoch nicht vollständig ausgeschlossen. | 2005             |
| Schweden               | Der schwedische Sender Sveriges Television gab am 4. Januar 2025 bekannt, dass man 2025 nicht zum JESC zurückkehren werde. Als Grund wurde angeführt, dass man sich auf andere Projekte fokussieren wolle. | 2014             |
| Schweiz                | Am 2. März 2025 gab SRG SSR bekannt, dass die Schweiz 2025 nicht am Junior Eurovision Song Contest teilnehmen werde. Man wolle sich stattdessen auf die Austragung des Eurovision Song Contest 2025 konzentrieren. | 2004             |
| Serbien                | Der serbische Sender Radio-Televizija Srbije (RTS) gab am 15. August 2025 bekannt das aus finanziellen Gründen nicht zum JESC zurückkehren werde. | 2022             |
| Slowenien              | Radiotelevizija Slovenija (RTV SLO) gab am 11. Juni 2025 bekannt, dass man in den nächsten beiden Jahren nicht am JESC teilnehmen werde. Genauere Gründe für diese Entscheidung wurden nicht kommuniziert. | 2015             |
| Vereinigtes Königreich | Am 11. Juni 2025 gab die British Broadcasting Corporation (BBC) bekannt, dass man 2025 nicht am JESC teilnehmen werde. Genauere Gründe für diese Entscheidung wurden nicht genannt. | 2023             |
| Wales                  | Die walisische Sender S4C gab an, dass die Absage des Vereinigten Königreichs für den Wettbewerb 2024 so kurzfristig gekommen sei, dass man die Planungen für eine eventuelle Teilnahme nicht mehr anpassen konnte. Dennoch gab S4C am 25. Mai 2025 bekannt das man nicht zum Wettbewerb zurückkehren werde. Genauere Gründe für diese Entscheidung wurden nicht genannt. | 2019             |

### Absage und daher kein Debüt beim JESC
| Land       | Grund und Bemerkungen |
| ---------- | --- |
| Österreich | Der Österreichische Rundfunk gab am 26. Dezember 2024 bekannt, dass man auch 2025 nicht beim JESC debütieren werde. Genauere Gründe für diese Entscheidung wurden nicht genannt. |
| Tschechien | Česká televize (ČT) gab am 30. Dezember 2024 bekannt, dass man 2025 nicht am JESC teilnehmen werde. Genauere Gründe hierfür wurden nicht genannt.                                |

### Kein aktives EBU-Mitglied und daher keine Rückkehr zum JESC
| Land     | Grund und Bemerkungen | letzte Teilnahme |
| -------- | --- | ---------------- |
| Belarus  | Am 1. Juli 2021 beendete die EBU die Mitgliedschaft des belarussischen Staatsfernsehens BTRC. Daher ist eine Rückkehr zum Wettbewerb ausgeschlossen. | 2020             |
| Russland | Am 26. Februar 2022 traten die russischen Staatssender, Rossija 1, WGTRK und Radio Dom Ostankino, ihrerseits aus der EBU aus, als Reaktion auf den Ausschluss vom Eurovision Song Contest 2022. Eine Teilnahme Russlands ist dadurch nicht mehr möglich. Am 26. Mai 2022 wurden sämtliche russische Sender aus der EBU ausgeschlossen. | 2021             |

## Übertragung

### Fernsehübertragung
| Land                      | Sender              | Moderation/Kommentar |
| Teilnehmende Länder       | Teilnehmende Länder | Teilnehmende Länder  |
| ------------------------- | ------------------- | -------------------- |
| Albanien                  | RTSH                |                      |
| Armenien                  | ARMTV               |                      |
| Aserbaidschan             | İTV                 |                      |
| Frankreich                | France Télévisions  |                      |
| Georgien                  | GPB                 |                      |
| Irland                    | TG4                 |                      |
| Italien                   | Rai                 |                      |
| Kroatien                  | HRT 2               |                      |
| Malta                     | PBS                 |                      |
| Montenegro                | RTCG                |                      |
| Niederlande               | AVROTROS            |                      |
| Nordmazedonien            | MRT                 |                      |
| Polen                     | TVP2                |                      |
| Portugal                  | RTP1                |                      |
| Spanien                   | RTVE                |                      |
| San Marino                | San Marino RTV      |                      |
| Ukraine                   | UA:PBC              |                      |
| Zypern                    | CyBC                |                      |
| Nicht teilnehmende Länder |                     |                      |
| Deutschland               | KiKA                |                      |
| Litauen                   | LRT televizija      |                      |